# Chromadorina obtusa
Chromadorina obtusa är en rundmaskart som beskrevs av Nikolai Nikolaievich Filipjev 1918. Chromadorina obtusa ingår i släktet Chromadorina och familjen Chromadoridae. Inga underarter finns listade i Catalogue of Life.